# Ibrahim Shasho
 (août 2025).
Ibrahim Shasho, né en 1978 à Alep, est un homme politique et religieux syrien, affilié à Ahrar al-Cham puis à Hayat Tahrir al-Cham.

## Biographie
Ibrahim Shasho est né à Alep en 1978. Il est titulaire d'un doctorat en charia de l'Université de Damas en 2000. Il travaille ensuite comme professeur à la Faculté de charia de l'Université d'Alep. Après le début de la guerre civile syrienne, il préside plusieurs tribunaux religieux à Alep. Il démissionne de son poste de juge islamique du groupe Ahrar al-Cham après l'adoption de la « loi arabe unifiée » par le mouvement. Celle-ci est basée sur le code pénal arabe unifié adopté en 1996 par la Ligue arabe. Il est aussi professeur à la Faculté de charia de l'Université libre d'Idleb de 2015 à 2017.
En novembre 2017, il devient ministre de la Justice dans le gouvernement de salut syrien formé par Hayat Tahrir al-Cham, puis reconduit en décembre 2018. Il devient ensuite ministre des Dotations le 16 décembre 2019, avant d'être remplacé par Hussam Haj Hussein en décembre 2020. Selon des militants, il se rapproche du chef de HTC, Abou Mohammed al-Joulani pour obtenir de larges pouvoir et lancer des mandats d'arrêts contre ses détracteurs en s'appuyant sur les troupes du groupe.
Après son départ du gouvernement, il retourne à l'Université d'Idlib, où il redevient professeur et doyen de la Faculté de charia.
En avril 2021, il est victime d'une tentative d'assassinat. Grièvement blessé, il est transféré en Turquie où il est soigné.
À la suite de protestations de ses étudiants, qui lui reprochent une mauvaise gestion et de faire preuve de favoritisme, il démissionne de son poste de doyen en septembre 2022.
En janvier 2025, après la chute du régime Assad, il est nommé mufti d'Alep et doyen de la Faculté de charia de l'Université d'Alep.